# Città di Trieste Challenger 2023
Il Città di Trieste Challenger 2023 è stato un torneo maschile di tennis giocato sulla terra rossa. È stata la 4ª edizione del torneo, facente parte della categoria Challenger 100 nell'ambito dell'ATP Challenger Tour 2023. Si è giocato al Tennis Club Triestino di Trieste, in Italia, dal 17 al 23 luglio 2023.

## Partecipanti

### Teste di serie
| Nazionalità | Giocatore                  | Ranking* | Testa di serie |
| ----------- | -------------------------- | -------- | -------------- |
| Ungheria    | Fábián Marozsán            | 96       | 1              |
| Spagna      | Pedro Martínez             | 122      | 2              |
| Cile        | Marcelo Tomás Barrios Vera | 133      | 3              |
| Francia     | Hugo Gaston                | 137      | 4              |
| Cile        | Alejandro Tabilo           | 145      | 5              |
| Italia      | Francesco Passaro          | 148      | 6              |
| Italia      | Flavio Cobolli             | 150      | 7              |
| Rep. Ceca   | Zdeněk Kolář               | 173      | 8              |

* Ranking al 3 luglio 2023.

### Altri partecipanti
I seguenti giocatori hanno ricevuto una wild card per il tabellone principale:
- Enrico Dalla Valle
- Gabriele Piraino
- Marcello Serafini

Il seguente giocatore è entrato in tabellone come special exempt:
- Hugo Gaston

I seguenti giocatori sono entrati in tabellone come alternate:
- Mathias Bourgue
- Tseng Chun-hsin

I seguenti giocatori sono passati dalle qualificazioni:
- Peter Gojowczyk
- Clément Tabur
- Kyrian Jacquet
- Carlos Taberner
- Stefano Napolitano
- Carlos Sánchez Jover

I seguenti giocatori sono entrati in tabellone come lucky loser:
- Andrey Chepelev
- Gonzalo Villanueva

## Punti e montepremi
| Torneo    | Torneo              | V      | F     | SF    | QF    | 2T    | 1T    | Q | Q2  | Q1  |
| Singolare | Punti               | 100    | 60    | 36    | 20    | 9     | 0     | 5 | 2   | 0   |
| Singolare | Premi in denaro (€) | 16,020 | 9,415 | 5,555 | 3,240 | 1,900 | 1,160 | – | 580 | 290 |
| Doppio    | Punti               | 100    | 60    | 36    | 20    | –     | 0     | – | –   | –   |
| Doppio    | Premi in denaro (€) | 6,845  | 4,050 | 2,400 | 1,420 | –     | 800   | – | –   | –   |

## Campioni

### Singolare
Hugo Gaston ha sconfitto in finale  Francesco Passaro con il punteggio di 6–3, 5–7, 6–2.

### Doppio
Matthew Christopher Romios /  Jason Taylor hanno sconfitto in finale  Marco Bortolotti /  Andrea Pellegrino con il punteggio di 4–6, 7–5, [10–6].